# Radenska
Radenska d. d. ist ein Unternehmen in Radenci (Slowenien), das Mineralwasser abfüllt und verschiedene Erfrischungsgetränke herstellt (unter anderem wird Pepsi für den slowenischen Markt bei Radenska produziert). Das Unternehmen ist Hauptsponsor des Radsportteams Radenska.

## Geschichte
Die Abfüllung des Mineralwassers begann im Jahr 1869. Ursprünglich trug es den Markennamen Giselaquelle, benannt nach Erzherzogin Gisela.
Anlässlich des 100. Jubiläums wurde 1969 ein Museum eröffnet, das Exponate zur Unternehmensgeschichte zeigt und außerdem eine Galerie für zeitgenössische Kunst beherbergt.
Im Jahr 2000 erfolgte die Übernahme von Radenska durch die Brauerei Laško. Im Jahr 2008 waren mehr als 200 Mitarbeiter bei Radenska beschäftigt, der Umsatz lag bei 31,9 Millionen Euro.

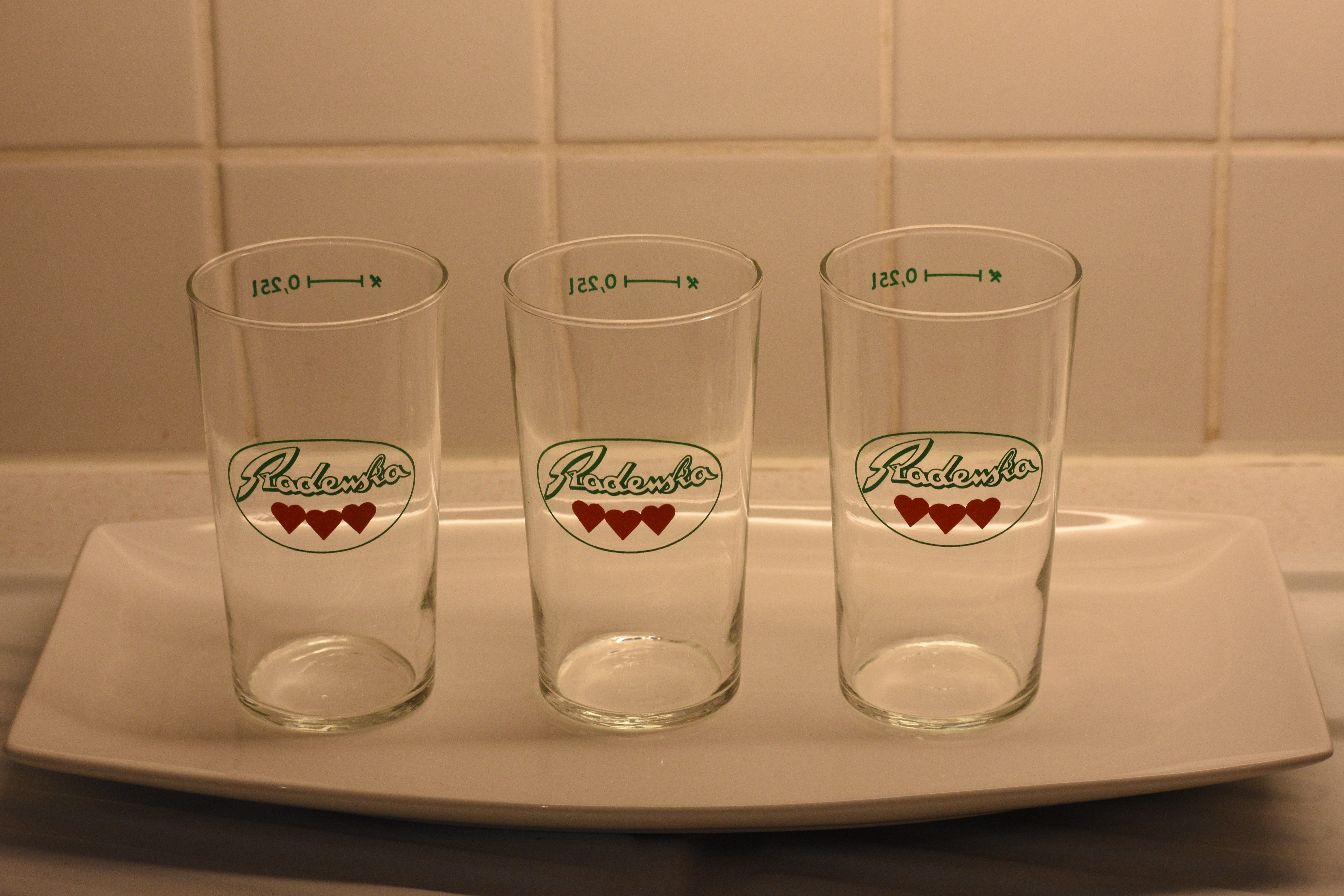
Radenska Mineralwasser (Gläser)